# Günter Neumann (Agrarwissenschaftler)

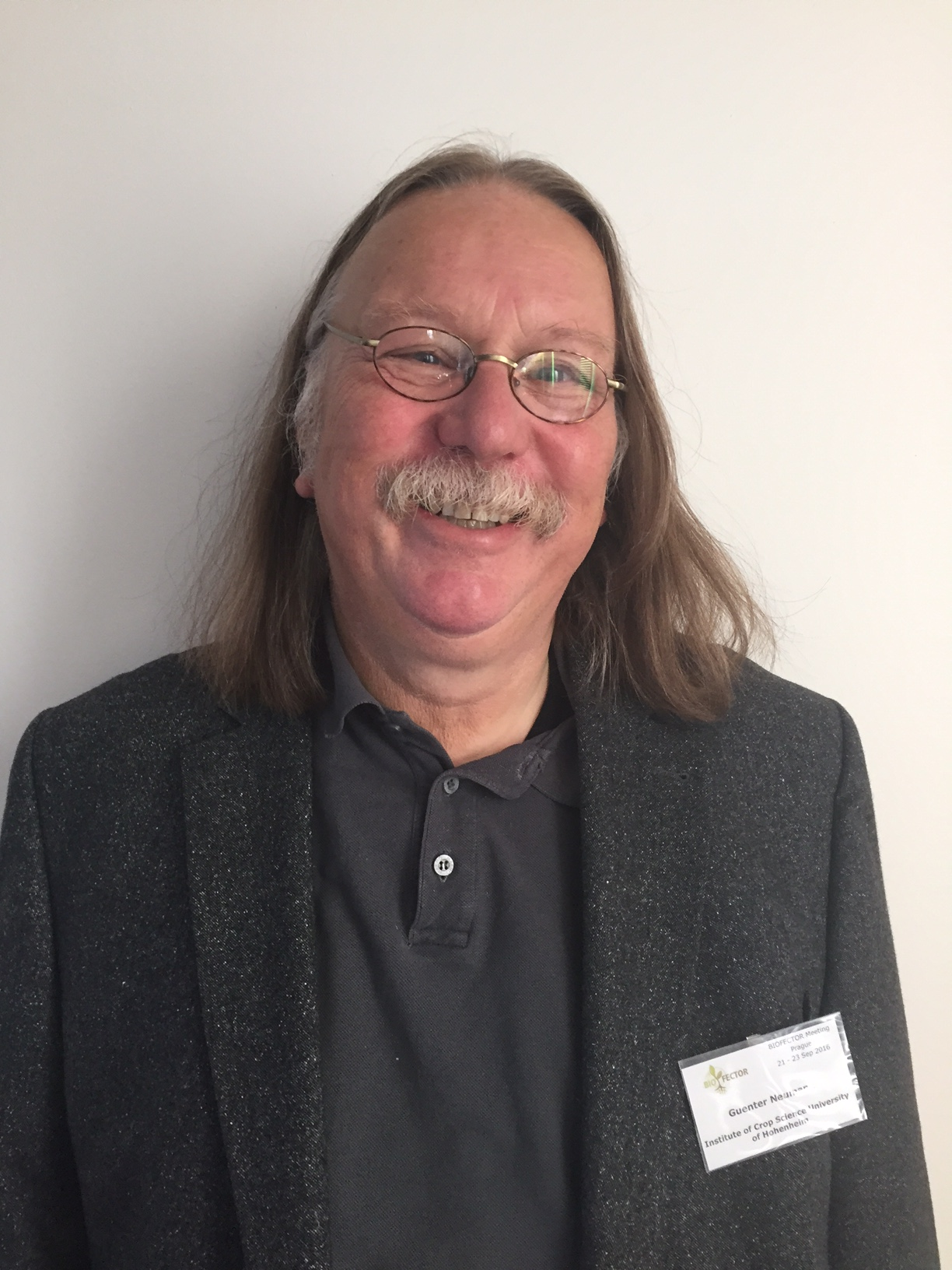
Günter Neumann Hohenheim 2016

Günter Neumann (* 27. November 1958 in Hechingen) ist ein deutscher Agrarwissenschaftler an der Universität Hohenheim. Er ist Pflanzenphysiologe, Spezialist für Rhizosphären-Forschung und Wissenschaftlicher Koordinator des EU Forschungsprojektes Biofector.

## Leben und Wirken
Neumann studierte Biologie an der Universität Tübingen mit Spezialisierung in Pflanzenphysiologie bei Achim Hager und Molekularbiologie bei Axel Brennicke an der FU Berlin. Mit seiner Dissertation: Vergleichende Untersuchungen zur „Regulation der Flavonoidbiosynthese von Munzia-Oenotheren bekannter genetischer Konstitution“ in der Arbeitsgruppe von Berthold Schwemmle, wurde er 1992 zum Dr. rer. nat. promoviert.
Von 1992 bis 2002 war er wissenschaftlicher Mitarbeiter von Horst Marschner und Volker Römheld im Institut für Pflanzenernährung an der Universität Hohenheim, zwischenzeitlich auch an der Universität Kiel bei Burkhard Sattelmacher sowie an der Agraruniversität Peking in der Arbeitsgruppe von Fuoso Zhang.
Von 2002 bis 2008 war er Gruppenleiter bei Nicolaus von Wirén am Institut für Pflanzenernährung Hohenheim für Rhizosphäre und Düngung mit Habilitation 2008.
Seit 2010 ist Neumann Apl. Professor für Pflanzenernährung und Rhizosphärenforschung in der Arbeitsgruppe von Uwe Ludewig. Ab 2012 war er gleichzeitig wissenschaftlicher Koordinator des internationalen EU Bioeffektor-Projektes Biofector und ist seit 2022 im Ruhestand.

## Mitgliedschaften und Engagements
- Deutsche Gesellschaft für Pflanzenernährung (DGP)

## Forschung und Publikationen
Die Rhizosphären Forschung in Hohenheim kooperiert eng mit den Hohenheimer Forschungsinstituten für Bodenkunde, Mikrobiologie, Pflanzenproduktion, Züchtung und Phytopathologie. Seit dem Jahr 2000 ist das Institut an fünf EU-finanzierten Projekten beteiligt und beschäftigt Studenten und Doktoranden aus mehr als zehn Ländern. Neumann ist Autor und Mitautor von mehr als einhundert Fachpublikationen.